# 蒂姆·凯恩
蒂莫西·迈克尔·“蒂姆”·凯恩（英語：Timothy Michael "Tim" Kaine，1958年2月26日—）生於明尼苏达州圣保罗，美国律师、政治人物，現任維吉尼亞州聯邦參議員。曾任传教士，從政後曾擔任里士满市长、弗吉尼亚副州长、弗吉尼亚州州长。2016年獲希拉里·克林顿选择作为民主党副总统参选人。

## 早年及教育
凱恩出生於明尼苏达州圣保罗市一個愛爾蘭裔的天主教家庭，他的父親是一名焊接工及小鐵器行老闆。凱恩在堪薩斯州堪薩斯城都會區長大。
凱恩於密蘇里大學攻讀經濟，1979年獲文學士學位，而後進入哈佛大學法學院就讀，期間凱恩曾經前往宏都拉斯從事傳教工作，因此他能說流利西班牙語，1983年獲法學博士學位。他在維吉尼亞州與家庭參加一間非裔美國人為主的教會。

## 弗吉尼亚州州长
凱恩于2005年當選弗吉尼亚州州长，任期四年；弗吉尼亚州的州憲法禁止州長連任，使其在任期屆滿後卸任。後轉任民主黨全國委員會主席，任期兩年。

## 联邦参议员
2012年，凱恩當選聯邦參議員。

## 2016年总统大选
2016年7月22日，希拉里·克林顿宣布选择蒂姆·凯恩作为副总统参选人角逐2016年美国总统选举，但最後落選告終。

## 延伸閱讀
參議員
- Background and collected news at The Washington Post
- 美國國會國家人物傳記大辭典中的傳記
- 由華盛頓郵報維護的投票記錄
- 智慧投票计划中的傳記、投票紀錄及利益集團評級
- Congressional profile at GovTrack
- Congressional profile at OpenCongress
- Issue positions and quotes at On the Issues
- Financial information at OpenSecrets.org
- 聯邦選舉委員會中的競選財務報告和數據
- Appearances on C-SPAN programs
- 查理·羅斯訪談錄上的出場
- 網路電影資料庫上的亮相頁面
- Collected news and commentary at The New York Times
- Works by or about 蒂姆·凯恩 in libraries (WorldCat catalog)
- Profile at Ballotpedia

州長
- 2005 campaign contributions （页面存档备份，存于） at the Virginia Public Access Project
- Moving Virginia Forward Archived Web Site, 2007 （页面存档备份，存于） part of Virginia's Political Landscape, 2007 Web Archive Collection （页面存档备份，存于） at Virginia Memory （页面存档备份，存于）
- Moving Virginia Forward Archived Web Site, 2009 （页面存档备份，存于） part of Virginia's Political Landscape, 2009 Web Archive Collection （页面存档备份，存于） at Virginia Memory （页面存档备份，存于）
- Tim Kaine for Governor Archived Web Site, 2005–2006 （页面存档备份，存于） part of Virginia's Political Landscape, Fall 2005 Web Archive Collection （页面存档备份，存于） at Virginia Memory （页面存档备份，存于）
- Governor Tim Kaine Administration Web Site Archive, 2006–2010 （页面存档备份，存于）
- Kaine Email Project （页面存档备份，存于） at the Library of Virginia

## 外部連結
- 參議員網站 （页面存档备份，存于）
- 參議院競選網站 （页面存档备份，存于）
- 中的“蒂姆·凯恩”
- C-SPAN內的頁面（英文）

| 官衔                           | 官衔                                                        | 官衔                        |
| ------------------------------ | ----------------------------------------------------------- | --------------------------- |
| 前任者： 拉里·查維斯           | 列治文市長 1998年－2001年                                   | 繼任者： 魯迪·麥科勒姆      |
| 前任者： 約翰·H·海格           | 維吉尼亞州副州長 2002年－2006年                             | 繼任者： 比爾·博林          |
| 前任者： 马克·沃纳             | 維吉尼亞州州長 2006年－2010年                               | 繼任者： 鮑勃·麥克唐納      |
| 政党职务                       |                                                             |                             |
| 前任者： 小劉易斯·F·佩恩       | 維吉尼亞州副州長民主黨被提名人 2001年                       | 繼任者： 萊斯利·伯恩        |
| 前任者： 马克·沃纳             | 維吉尼亞州州長民主黨被提名人 2005年                         | 繼任者： 克賴·迪兹          |
| 前任者： 南希·佩洛西 哈里·瑞德 | 对国情咨文的回应 2006年                                     | 繼任者： 吉姆·韋伯          |
| 前任者： 霍華德·迪恩           | 民主黨全國委員會主席 2009年－2011年                         | 繼任者： 唐娜·布拉澤爾 代理 |
| 前任者： 吉姆·韋伯             | 美國參議員維吉尼亞州民主黨被提名人 （第1類） 2012年、2018年 | 最新的                      |
| 前任者： 乔·拜登               | 美國副總統民主黨參選人 2016年                               | 繼任者： 賀錦麗             |
| 美国参议院                     |                                                             |                             |
| 前任者： 吉姆·韋伯             | 維吉尼亞州第1類參議員 2013年－ 與马克·沃纳同時在任          | 現任                        |
| 美國排位名單                   |                                                             |                             |
| 前任者： 安格斯·金             | 美國參議員資歷 第50位                                       | 繼任者： 泰德·克鲁兹        |